# Sinan Bolat
Sinan Bolat (* 3. September 1988 in Kayseri) ist ein belgisch-türkischer Fußballtorwart. Er steht beim KVC Westerlo unter Vertrag.

## Vereinskarriere

### KRC Genk
Sinan Bolat, der als Kind mit seinen Eltern nach Belgien immigrierte, begann seine Karriere im Alter von 16 Jahren beim belgischen Erstligisten KRC Genk, schaffte es jedoch nur zu wenigen Einsätzen.

### Standard Lüttich
Am 29. Dezember 2008 unterschrieb er einen Vertrag für viereinhalb Jahre bei Standard Lüttich. Die Ablösesumme betrug 150.000 Euro. 2008/09 wurde er mit seinem Verein belgischer Meister. Ab der Saison 2009/10 avancierte Bolat zum Stammtorwart und wurde in der Saison 2010/11 belgischer Pokalsieger.

### FC Porto
Im Sommer 2013 wechselte er zum portugiesischen Spitzenklub FC Porto.

#### Kayserispor (Leihe)
Nachdem er dort in der Hinrunde auf lediglich vier Einsätze in der zweiten Mannschaft kam und kein einziges Mal für die Profis aufgelaufen war, wurde er für die Rückrunde der Saison 2013/14 an den türkischen Erstligisten Kayserispor, den Verein seiner Geburtsstadt Kayseri, ausgeliehen. Bolat kam bei Kayserispor zu 14 Einsätzen. Am 1. Juni 2014 kehrte er zurück zum FC Porto.

#### Weitere Ausleihen
Für die Saison 2014/15 wurde Bolat an Galatasaray Istanbul verliehen. In der nächsten Saison erfolgte eine Ausleihe zum belgischen Erstdivisionär FC Brügge. Bolat stand dort lediglich drei Spiele Anfang September 2015 im Tor. Danach gehörte er anfangs noch zum Kader des jeweiligen Spieltages, wurde aber nicht eingesetzt. Ab Jahreswechsel 2015/16 wurde er auch beim Kader nicht mehr berücksichtigt.
In der Saison 2016/17 erfolgte eine erneute Ausleihe, diesmal an den portugiesischen Verein Nacional Funchal, der in dieser Saison in der Primeira Liga, der obersten portugiesischem Liga spielte. Bis Ende Januar 2017 stand er dort nur bei einem Pokalspiel auf dem Platz. In der Liga gehörte er nicht zum Spieltagskader oder wurde nicht eingesetzt. Ende Januar 2017 wurde diese Ausleihe aufgelöst, und eine neue Ausleihe für den Rest der Saison zum FC Arouca, der in dieser Saison ebenfalls in der Primeira Liga spielte. Hier spielte er in 13 der 15 im Rest der Saison noch anstehenden Ligaspielen, meist über die volle Dauer.

### Belgische Vereine
Zur Saison 2017/18 wechselte Bolat zum belgischen Verein Royal Antwerpen. Dort wurde er zum Stammtorhüter. Nachdem zum Saisonende 2019/20 sein Vertrag ausgelaufen war, wurde Mitte Mai 2020 bekanntgegeben, dass er sich mit dem Verein über keine Vertragsverlängerung hätte einigen können. Allerdings hatte Antwerpen zu diesem Zeitpunkt bereits einen Nachfolger verpflichtet. Seit dem Sommer 2020 war Bolat zunächst ohne Vertrag, bis er Ende August 2020 mit Ligakonkurrent KAA Gent einen neuen Verein fand und dort einen Vertrag bis Sommer 2022 unterschrieb. In der Saison 2020/21 stand er in allen 33 Ligaspielen ab 4. Oktober 2020 im Tor. Lediglich in den ersten vier Spielen nach seinem Wechsel wurde er nicht eingesetzt. Dazu kamen noch zwei Pokal- und zwei Europapokal-Spiele. In der Saison 2021/22 bestritt er 25 von 40 möglichen Ligaspielen. Ab Anfang Februar 2022 wurde er dabei nicht mehr eingesetzt. Hinzu kamen vier Pokalspiele und je fünf Qualifikationsspiele zur Conference League und in der Conference League selbst.
Mit Ablauf seines Vertrages wechselte er zur Saison 2022/23 zum Aufsteiger in die Division 1A KVC Westerlo und unterschrieb dort einen Vertrag mit einer Laufzeit von vier Jahren. In der Saison 2022/23 bestritt er 36 von 40 möglichen Ligaspielen für Westerlo. In der nächsten Saison waren es 31 von wiederum 40 möglichen Ligaspielen.

## Nationalmannschaft
Er absolvierte zwei Spiele für die türkische U-21-Auswahl und steht im Kader der A-Nationalmannschaft. Sein erstes A-Länderspiel war das Freundschaftsspiel am 10. August 2011 gegen Estland, wo Bolat während des gesamten Spieles auf dem Platz stand. 
Zwischen Mai 2013 und September 2018 gehörte er nicht zum Kader der Nationalmannschaft, bevor er am 10. September 2018 beim UEFA-Nations-League-Spiel gegen die Schweden wieder im Tor stand. Seitdem spielte er sechsmal in der Nationalmannschaft, zuletzt am 20. November 2018 im Freundschaftsspiel gegen die Ukraine. Danach wurde er erst ab Oktober 2021 wieder in den Kader der Nationalmannschaft berufen, aber stand tatsächlich nicht auf dem Platz.

## Sonstiges
Am 9. Dezember 2009 erzielte er als erster Torwart aus dem Spiel ein Tor in der Champions League. Durch sein Kopfballtor zum 1:1 gegen AZ Alkmaar in der 5. Minute der Nachspielzeit konnte sich sein Verein für die UEFA Europa League qualifizieren.

## Erfolge
Mit Galatasaray Istanbul
- Türkischer Meister: 2014/15
- Türkischer Pokalsieger: 2014/15

Mit FC Brügge
- Belgischer Meister: 2015/16

Mit Standard Lüttich
- Belgischer Pokalsieger: 2011

Mit KAA Gent
- Belgischer Pokalsieger: 2022